# Pink Flag
Albums de Wire
Chairs Missing
(1978)
Pink Flag est le premier album de Wire, sorti en 1977.
Pink Flag est remarquable par sa grande originalité, tant dans la structure même des morceaux que dans leur substance, avec des arrangements dissonants et minimalistes. De façon générale, les chansons se distinguent par leur grande brièveté.
L'artwork de l'album est crédité à B.C. Gilbert et Graham Lewis. la pochette représente une photographie d'Annette Green d'un mât sans drapeau, avec un drapeau rose (pink flag) peint à la gouache par-dessus.
Le groupe sollicite les services du producteur Mike Thorne pour l'enregistrement aux studios Advision pendant plusieurs semaines non consécutives pendant les mois de septembre et octobre. En effet, le producteur a été appelé après les premières semaines de travail à enregistrer le premier album du groupe français Téléphone qui se déroule en même temps que celui de Wire.

## Critique
Le critique Robert Christgau l'a qualifié de « suite punk », et a loué la « rage et le détachement simultanés » qui l'habitent ; il a également mis en avant une ironie rock'n'roll, similaire mais « beaucoup plus dure et effrayante » que celle des Ramones. Trouser Press l'a qualifié de « brillante suite de 21 chansons », dans laquelle le groupe « manipule la structure de chanson classique du rock en la condensant en de brèves, intenses explosions d'attitude et d'énergie, accompagnées d'un assortiment de mélodies inoubliables ».
En dépit des louanges de la critique à sa sortie, l'album ne connut qu'un modeste succès commercial. En 2003 il fut classé 410e dans la liste des 500 plus grands albums de tous les temps du magazine Rolling Stone, et 412e dans la liste de 2012. Il est également cité par Robert Dimery dans la liste des 1001 albums qu'il faut avoir écoutés dans sa vie.

## Reprises
Le nombre de groupes ayant repris des chansons de Pink Flag constitue une bonne illustration la grande influence de ce dernier. R.E.M. a repris et remanié Strange sur leur album Document de 1987 ; Henry Rollins (en tant que « Henrietta Collins & The Wife-Beating Child Haters ») a repris Ex-Lion Tamer sur l'album de 1987 Drive by Shooting. On peut également citer la version de 12XU par Minor Threat sur la compilation Flex Your Head de Dischord Records sortie en 1982 ou celle de Mannequin qui apparaît dans l'album Live Totem Pole de Firehose (1992). Elastica utilise un riff similaire à celui de Three Girl Rhumba sur leur chanson Connection. Reuters a été repris par Therapy? en face B de leur single Trigger Inside.

## Titres
Chansons écrites par Bruce Gilbert, Graham Lewis, Colin Newman et Robert Gotobed, sauf indication contraire
Face A
1. Reuters – 3:03
2. Field Day for the Sundays – 0:28
3. Three Girl Rhumba – 1:23
4. Ex Lion Tamer – 2:19
5. Lowdown – 2:26
6. Start to Move – 1:13
7. Brazil – 0:41
8. It's So Obvious – 0:53
9. Surgeon's Girl – 1:17
10. Pink Flag – 3:47

Face B
1. The Commercial – 0:49
2. Straight Line – 0:44
3. 106 Beats That – 1:12
4. Mr. Suit – 1:25
5. Strange – 3:58
6. Fragile – 1:18
7. Mannequin – 2:37
8. Different to Me (Annette Green) – 0:43
9. Champs – 1:46
10. Feeling Called Love – 1:22
11. 1 2 X U – 1:55

Bonus
1. Dot Dash – 2:25 [1994]
2. Options R – 1:36 [1989/1994]

Les bonus ont été retirés de la réédition de 2006 (réalisée à partir des masters originaux) car, selon le groupe, ils ne respectaient par l'intégrité de l'œuvre originale.

## Personnel
- Colin Newman - chant
- Bruce Gilbert - guitare
- Graham Lewis - basse
- Robert Gotobed - batterie
- Kate Lukas - flûte sur Strange
- Dave Oberlé - chœur sur Mannequin
- Mike Thorne - producteur